# Pałamarca
Pałamarca (bułg. Паламарца) – wieś w Bułgarii, w obwodzie Tyrgowiszte, w gminie Popowo. W 2024 roku liczyła 424 mieszkańców.